# Simon Birmingham

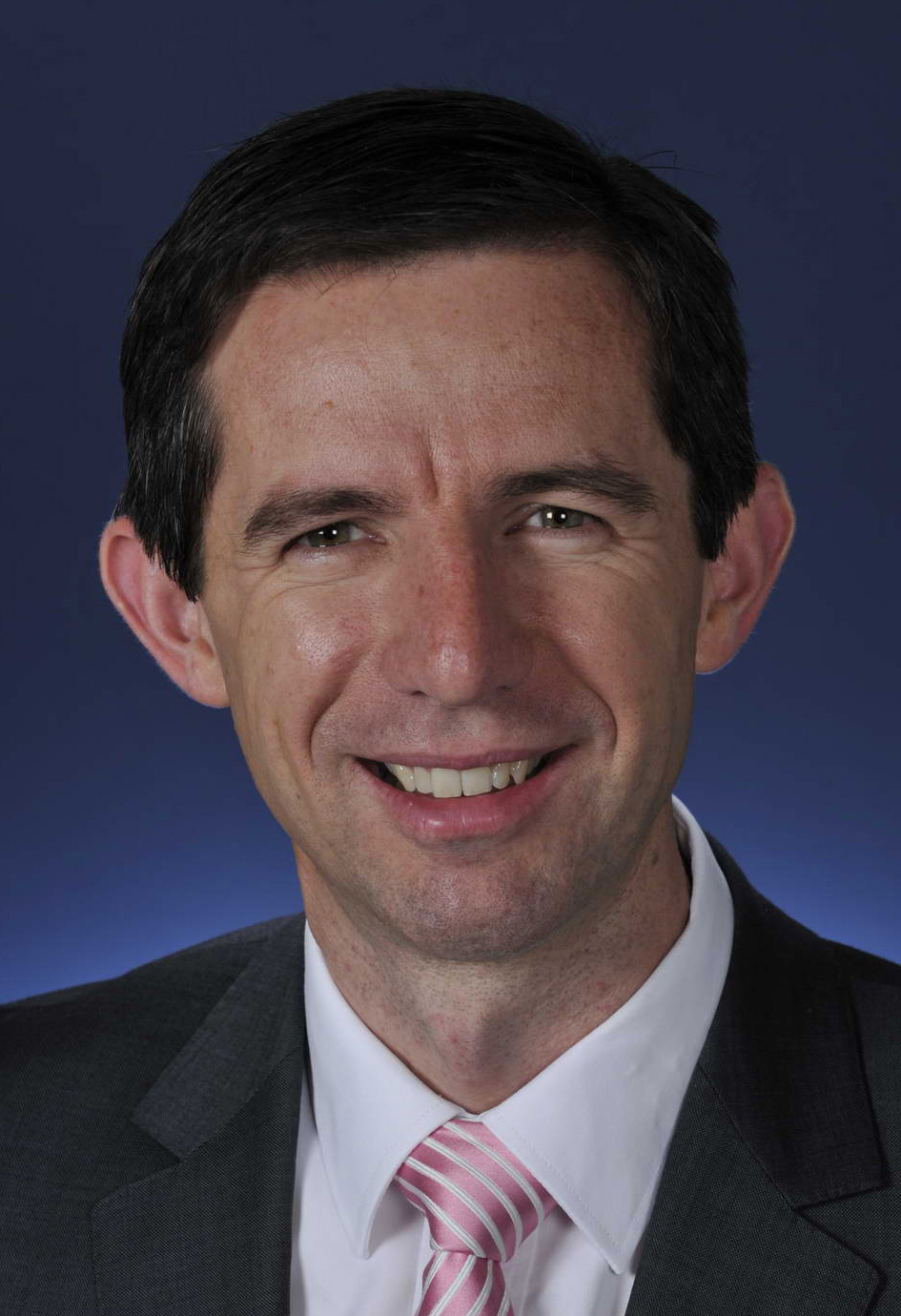
Simon Birmingham, 2015

Simon John Birmingham (* 14. Juni 1974 in Ashford, South Australia) ist ein australischer Politiker.

## Leben
Birmingham studierte Betriebswirtschaftslehre an der University of Adelaide und war danach in der Wein- und Tourismusbranche tätig. Als Mitglied der Liberal Party of Australia wurde er im Zuge der Parlamentswahl in Australien 2007 wurde Birmingham in den australischen Senat als Senator für den Bundesstaat South Australia gewählt.
Im September 2015 wurde er in das Kabinett von Premierminister Malcolm Turnbull berufen und Minister für Bildung und Ausbildung. In diesem Amt blieb Birmingham bis August 2018 und wurde dann Minister für Handel, Tourismus und Investment.
Politisch gilt Birmingham als dem moderaten Flügel seiner Partei nahestehend und als Verbündeter von Malcolm Turnbull.